# Capo (sport)
 For alternative betydninger, se Capo. (Se også artikler, som begynder med Capo)
En Capo er en person, der leder kampråbene og slagsangene på delen af stadionet, hvor de højlydte fans opholder sig under en sportskamp. En capo står normalt på et capo-tårn, en slags tårn hvor capoen kan se på fansene, der synger med. Capoen har normalt også en megafon i hånden.